# L'olimpiade (Vivaldi)
L'Olimpiade (título original en italiano; en español, La olimpíada) es un dramma per musica en tres actos con música de Antonio Vivaldi y libreto en italiano escrito originalmente por Pietro Metastasio para una ópera del mismo nombre de Antonio Caldara estrenada en 1733. La versión de Vivaldi se estrenó en Venecia en el Teatro de Sant'Angelo el 17 de febrero de 1734.
Esta ópera rara vez se representa en la actualidad; en las estadísticas de Operabase aparece con solo dos representaciones en el período 2005-2010.

## Personajes
| Personaje                                      | Tesitura                       | Reparto el 17 de febrero de 1734 Director: |
| ---------------------------------------------- | ------------------------------ | ------------------------------------------ |
| Clistene (rey de Sición)                       | tenor                          | Marc'Antonio Mareschi                      |
| Aristea (hija de Clistene)                     | contralto                      | Anna Cattarina della Parte                 |
| Lycidas (supuesto príncipe de Creta)           | contralto (papel con calzones) | Angela Zanucchi                            |
| Megacle (amigo de Lycidas y amante de Aristea) | soprano castrato               | Francesco Bilanzoni                        |
| Argene (dama cretense, enamorada de Lycidas)   | contralto                      | Marta Arrigoni                             |
| Aminta (ayo de Lycidas)                        | soprano castrato               | Mariano Nicolini (Marianino)               |
| Alcandro (secretario de Clistene)              | bajo                           | Massimiliano Miller                        |

## Sinopsis

### Acto I
Megacles llega a Sicione justo a tiempo para participar en los Juegos Olímpicos bajo el nombre de Lycidas, un amigo que una vez le salvó la vida. Sin que Megacles lo sepa, Lycidas está enamorado de Aristaea, estando la mano de esta última prometida al ganador de los juegos por su padre, el Rey Cleisthenes. Lycidas, que una vez estuvo prometido a la Princesa Argene de Creta, no sabe que Megacles y Aristaea están enamorados el uno del otro y le cuenta a su amigo cual es el premio de los juegos. Aristaea y Megacles se alegran de que si este gana podrán casarse, pero Megacles se siente forzado por haber dado su palabra de que competiría como Lycidas. Mientras tanto, Argene llega a Olimpia disfrazado como una pastora para recuperar a Lycidas.

### Acto II
Megacles gana los juegos, confiesa la verdad a Aristaea y se va con el corazón roto. Cuando Lycidas se acerca a reclamar su trofeo, Aristaea lo rechaza así como también hace con Argene. Amyntas, tutor de Lycidas, dice que Megacles se ha ahogado y el Rey Cleisthenes, llevado por la decepción, expulsa a Lycidas.

### Acto III
Argene evita que la desesperada Aristaea se suicide, Megacles es rescatado por un pescador y Lycidas planea el asesinato del Rey. Cuando Cleisthenes se entera de las maquinaciones de Lycidas, Aristaea pide piedad para él mientras que Argene se ofrece para recibir el castigo en su lugar; para convencer al Rey de que ella es una Princesa, le muestra a Cleisthenes una cadena que Lycidas le había regalado. El Rey reconoce la cadena como perteneciente a su hijo, a quien él había abandonado durante su infancia para prevenir la profecía que decía que el pequeño mataría a su padre. Lycidas es reinsertado en la familia real, acepta a Argene y deja a su hermana Aristaea para Megacles.